# Chronologie de l'histoire du Québec (1841 à 1866)
Cette section de la Chronologie de l'histoire du Québec concerne les événements entre l'entrée en vigueur de l'Acte d'Union et l'adoption de l'Acte de l'Amérique du Nord britannique.

## Années 1840

### Événements
- 1840 - 1841 : Sanctionné par la Reine le 23 juillet 1840, l'Acte d'Union entre en vigueur le 10 février 1841, créant le Canada-Uni. Le Haut-Canada et le Bas-Canada, qui portent désormais le nom de Canada-ouest et de Canada-Est, sont réunies en une colonie unique. La Chambre comporte le même nombre de députés pour le Canada-Ouest (450 000 habitants) que pour le Canada-Est (650 000 habitants), soit 42 députés pour chacune des deux provinces. Ce régime suscite de vives tensions dans la population francophone du Canada-Est, qui s'estime sous-représentée et lésée: les dettes sont partagées per capita, sur l'ensemble de la population, alors que la dette du Canada-Ouest surpasse très largement celle du Canada-Est.
- 1840 - Inauguration du premier service transatlantique régulier.
- 1840 - Ignace Bourget devient évêque de Montréal et va en Europe pour y recruter des prêtres. C'est la première fois qu'un évêque peut quitter le pays sans en demander la permission au gouvernement britannique.
- 1840 - 25 août : Adresse aux électeurs de Terrebonne de Louis-Hippolyte La Fontaine.
- 1840 - Grève des 8 000 ouvriers des chantiers maritimes de la rivière Saint-Charles à Québec.
- 1841 - Une loi scolaire crée 22 districts scolaires correspondant, jusqu'en 1845, aux districts municipaux.
- 1841 - Trois villes seulement sont organisées en corporation : Québec, Montréal et Toronto.
- 1841 - Création des bureaux d'examinateurs distincts pour les catholiques et les protestants qui sont responsables de l'engagement des instituteurs, d'approuver les programmes et les manuels scolaires.
- 1842 - Les réformistes du Haut-Canada ont conclu une alliance avec Louis-Hippolyte La Fontaine et ses partisans. Un ministère Baldwin-La Fontaine est constitué grâce à la collaboration du gouverneur Bagot.
- 1842 - Sous la pression des milieux d’affaires, de la Natural History Society of Montreal, de la Literary and Historical Society of Quebec et de quelques députés, il est proposé, dès la première session du nouveau parlement du Canada-Uni en juillet 1841, de créer la Commission géologique du Canada qui amorcera ses activités en 1842. Cette commission donnera naissance à la première équipe scientifique du Canada. Ses bureaux sont situés sur le campus de l’Université McGill. Les géologues dominent la scène scientifique canadienne à cette époque[1].
- 1843 - Le parlement du Canada-Uni soustrait le Canada-Ouest à la législation scolaire de 1841 qui réunissait les deux provinces sous une même loi. À partir de ce moment, soit vingt-quatre ans avant que la Confédération ne le stipule, l'éducation est du ressort provincial.
- 1843 - Grève des 1 300 travailleurs de la construction au canal de Lachine de Montréal.
- 1843 - Un groupe de médecins montréalais opposés à ceux de l’Université McGill créent l’École de médecine et de chirurgie de Montréal. Les cours sont donnés en français et en anglais à l'Hôtel-Dieu de Montréal.
- 1843 - Fondation de la Société Médico-Chirurgicale de Montréal.
- 1844 - Le parlement déménage de Kingston à Montréal qui devient la capitale du Canada-Uni.
- 1844 - Fondation de l'Institut canadien de Montréal le 17 décembre.
- 1844 - Fondation du Musée de la Commission géologique du Canada qui deviendra en 1881, le Musée national des sciences naturelles.
- 1845 - Les districts scolaires sont détachés des districts municipaux, mais les commissaires sont toujours élus ; le droit à la dissidence religieuse est maintenu et des commissions scolaires catholiques et protestantes sont créées à Montréal et à Québec.
- 1845 - Les deux tiers de la ville de Québec est détruit à cause des incendies de l'été 1845.
- 1845 - À la suite d'une motion déposée par Louis-Hippolyte La Fontaine en décembre 1844, le pardon est accordé aux exilés politiques à la condition que leurs parents en fassent la demande. En 1845, cinquante-huit d'entre eux ont pu revenir au pays grâce à un appel à la générosité publique. L'amnistie générale ne sera accordée qu'en 1849.
- 1845 à 1847 : La grande famine en Irlande entraîne une immigration massive à Montréal.
- 1845 à 1852 : François-Xavier Garneau publie son Histoire du Canada de la découverte à nos jours en quatre volumes.
- 1845 - Deux ans après Montréal, on fonde une École de médecine à Québec. En 1854, elle donnera naissance à la Faculté de médecine à l’Université Laval qui ouvrira ses portes en 1852.
- 1846 - L’abolition des Corn Laws par la Grande-Bretagne ruine une économie coloniale basée depuis peu sur le blé et les moulins à farine.
- 1846 - Création, pour Montréal et Québec, de bureaux d'examinateurs (catholiques et protestants) pour évaluer les candidats à l'enseignement et délivrer un certificat d'aptitudes.
- 1847 - Implantation des communautés des Clercs de Saint-Viateur et de la congrégation de Sainte-Croix.
- 1847 - Production d'or alluvionnaire dans la Beauce
- 1847 - Épidémie de typhus qui cause près de 10 000 décès au Québec, dont 1 000 à Montréal.
- 1847 - Fondation du Collège des Médecins et des Chirurgiens du Bas-Canada.
- 1847 - Adoption par le Parlement du Canada-Uni de la Loi des maîtres et des serviteurs. Cette loi prévoit l'emprisonnement et des amendes pour les travailleurs coupables de «bris de contrat, d'absentéisme, d'insubordination, de paresse, de mauvaise conduite et de toute attitude jugée inconvenante à l'égard du patron». Avec l’industrialisation naissante, elle permet aux patrons et aux contremaîtres d’imposer une discipline rigoureuse dans les manufactures, notamment à l’égard des femmes et des enfants. Cette loi s’inspire d’une loi du même nom adoptée en 1823 au Royaume-Uni.
- 1848 - Le premier gouvernement responsable est formé. Une coalition libérale sous Robert Baldwin du Canada-Ouest et Louis-Hippolyte La Fontaine du Canada-Est dirige le gouvernement du Canada-Uni.
- 1848 - L'article 41 de l'Acte d'Union est amendé et la langue française est reconnue comme langue officielle. Il est maintenant légal d'employer la langue française au Parlement.
- 1848 - Ouverture de l'Institut canadien de Québec.
- 1848 - Publication du Répertoire national, anthologie de la littérature canadienne. Son éditeur, James Huston, réclame l'éclosion d'une «littérature nationale».
- 1849 - Le 25 avril, le Parlement adopte le Rebellion Losses Bill qui accorde une indemnité aux résidents du Bas-Canada qui ont subi des dommages à leurs propriétés durant la rébellion de 1837-38. En réaction à cette loi calquée sur celle qui avait indemnisée les résidents du Haut Canada en 1841, des loyalistes, mettent le feu le même jour à l'édifice de Parlement du Canada à Montréal lors d'une manifestation. De 1850 à 1866, l'Assemblée se réunit alternativement à Québec et à Toronto. Voir Incendie du Parlement du Canada-Uni.
- 1849 - Épidémie de choléra à Québec : de juillet à septembre on compte 1 185 décès.
- 1849 - Le 11 octobre, un manifeste annexionniste faisant la promotion du rattachement du Canada aux États-Unis est publié dans le journal The Montreal Gazette.
- 1849 - Le Canadian Institute contribue à la diffusion des sciences naturelles.
- 1849 - Abolition, par la Grande-Bretagne, des lois interdisant aux navires étrangers de naviguer dans les eaux canadiennes.
- 1849 - Le droit de vote aux femmes, qui avait été accordé par l'Acte constitutionnel de 1791, est retiré. Le projet de loi a été parrainé par Louis-Hippolyte La Fontaine alors a la tête des réformistes et premier ministre du Canada-Est.

## Années 1850

### Événements
- 1850 - Début de l'émigration massive de Canadiens français du Québec vers les États-Unis. Voir diaspora canadienne-française.
- 1851 - Selon un recensement, la population du Canada-Ouest est maintenant supérieure à celle du Canada-Est. Plusieurs politiciens du Canada-Ouest commencent à revendiquer la représentation proportionnelle à la population (rep-by-pop; representation by population).
- 1851 - Une loi crée la fonction d'inspecteur d'école sous l'autorité du surintendant de l'instruction publique.
- 1852 - Au cours de l'été survient le pire incendie à se produire à Montréal. La moitié des maisons de la ville sont détruites, neuf mille personnes se retrouvent sans abri.
- 1852 - On crée le Grand Tronc pour absorber les petites compagnies ferroviaires et construire une ligne Sarnia - Rivière-du-Loup.
- 1852 - Le Séminaire de Québec reçoit sa Charte royale le 8 décembre. Naissance de la première université de langue française en Amérique. Voir Université Laval. Voir aussi Pétition de citoyens de la province de Québec pour l'établissement d'une université (1790)
- 1853 - Le nombre de représentants au parlement du Canada-Uni passe de 84 à 130, soit 65 pour chacune des deux provinces.
- 1853 - Ouverture de la ligne ferroviaire Montréal-Portland (Maine) qui offre un terminus atlantique toutes saisons au couloir ferroviaire du Saint-Laurent.
- 1853 - Fondation de l'Université Bishop's.
- 1854 - Le 5 juin, signature du traité de réciprocité avec les États-Unis. Il fut négocié par Lord Elgin dans le but de renflouer l'économie canadienne et l'espoir de mettre fin à l'agitation annexionniste.
- 1854 - L'Acte Seigneurial de 1854 abolie le système seigneurial au Canada-Est ainsi que la concession de terres à l'Église anglicane.
- 1855 - La Capricieuse est le premier navire français à revenir au Canada depuis 1763. Il remonta le fleuve Saint-Laurent et fit escale à Québec le 13 juillet.
- 1856 - Le Conseil législatif devient électif. Il est aboli en 1968 au Québec.
- 1856 - Création du Conseil de l'Instruction publique. Les membres du Conseil ne sont nommés qu'en 1859. Divisé sur une base confessionnelle en 1869, il perdurera jusqu'à la Révolution tranquille.
- 1859 - Ouverture de la ligne ferroviaire Sarnia - Rivière-du-Loup.
- 1859 - Création de la première école permanente d'agriculture de langue française en Amérique à Sainte-Anne-de-la-Pocatière.Institut de technologie agroalimentaire du Québec

## Années 1860

### Événements
- 1860 - En mai et juin, importante sécheresse qui met à sec presque tous les cours d’eau.
- 1860 - Inauguration du pont Victoria, pont ferroviaire reliant l'île de Montréal à la rive sud du Saint-Laurent (ouvert en 1859). C'est le premier pont construit sur le fleuve Saint-Laurent.
- 1860 - Fondation du Musée des beaux-arts de Montréal.
- 1860 - Les Irlandais forment près du tiers de la population de la ville de Québec.
- 1861 - En juillet, le Great Eastern, navire à vapeur doté à la fois d’hélices et de roues à aubes ayant une capacité de 4 000 passagers, amène à Québec un contingent de soldats britanniques.
- 1861 - Entrée en fonction du premier système de transport en commun à Montréal : des tramways tirés par des chevaux.
- 1862 - Formation des premiers cercles agricoles.
- 1863 - Une Bourse privée, le Board of Brokers, est créée et elle sera incorporée en 1874, pour former le Montreal Stock Exchange.
- 1864 - Les chefs gouvernementaux conservateurs organisent des conférences à huis clos sur un projet de confédération des colonies britanniques de l'Amérique du Nord.
- 1864 - En septembre, grève des 1 200 charretiers de la ville de Montréal en guise d'opposition au monopole des transports des marchandises accordé à la Compagnie des tramways à chevaux.
- 1865 - Début de la construction des Forts-de-Lévis
- 1865 - Implantation de la communauté des Frères de la Charité.
- 1866 - Fin du traité de réciprocité avec les États-Unis.
- 1866 - Le Code civil du Bas-Canada ravale les femmes au rang de mineures : elles ne peuvent, en cas de séparation, avoir la garde de leurs enfants; elles ne peuvent pas non plus se défendre ou intenter une action en justice ou, encore, recevoir un héritage.